# 대한민국 제헌 국회의원 선거

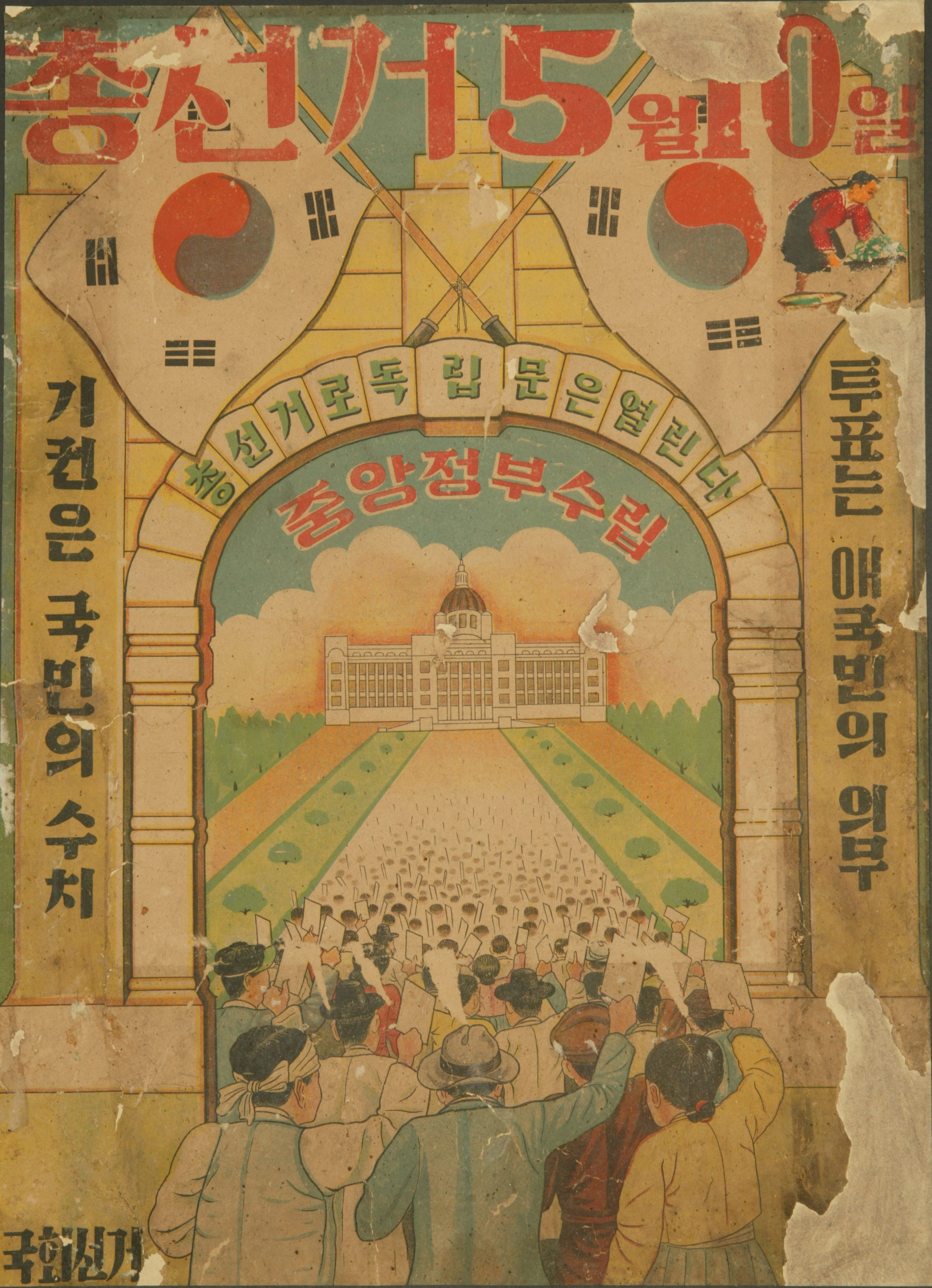
1948년 5월 10일에 실시된 남한 총선거의 벽보용 선거 홍보물. 낱장 칼라본. 전면에 태극기를 가로질러 건 독립문과 당시 군정청 건물로 선거하러 가는 인물들이 그려지고, 상단에 총선거 일시(5월 10일)가 표시됨. 중앙에 ‘총선거로 독립문이 열린다’, ‘중앙정부수립’, 좌우로 ‘기권은 국민의 수치’, ‘투표는 애국민의 의무’라는 표어가 인쇄됨.

대한민국 제헌 국회의원 선거 또는 5·10 총선거는 1948년 5월 10일에 제헌 국회를 구성할 국회의원을 선출하기 위해 실시된 대한민국 최초의 민주적 선거이다.

## 선거의 배경
제2차 세계 대전의 종료, 일본의 패전으로 해방을 맞이하였으나, 냉전의 도래와 민족 주체적인 독립이 아니었기 때문에 한반도는 열강의 간섭에 휘둘릴 수 밖에 없었다.
미국은 1945년 8월 13일 한반도 주둔 일본군의 무장해제와 소련군의 한반도 전역 점령을 막기 위하여 38도선을 군사분계선으로 확정, 소련에 통고하였으며 소련군은 동년 8월 21일 원산에 상륙, 평양에 소련군사령부를 설치하였고 9월 8일에는 미국이 인천항을 경유, 서울에 진주하였다.
1945년 12월 16일부터 27일까지 모스크바에서 미·영·소 3개국 외상회의가 개최되었으며 미국의 제안으로 한반도에서 신탁통치 실시를 결정하였고 모스크바 3상회의의 합의문 <한국 문제에 관한 4개항의 결의서>에 따라 '미·소공동위원회'가 설치된다.
미·소 공동위원회는 신탁통치를 포함한 한국문제 토의를 위한 1946년 1월 16일부터 2월 5일까지 예비회의, 3월 20일 덕수궁에서 본회의가 개최되었으나, 진전없이 5월 6일 무기한 휴회를 선언하였다. 이듬해인 1947년 5월 21일 공동위원회가 재개되었으나 협의대상 단체 선정문제를 놓고 양측의 의견이 맞서고 2차에 걸친 공동위원회는 결국 1947년 8월 12일 결렬되었다. 한국문제는 미국의 제안으로 9월 23일 유엔총회 본회의로 채택되었다.
미국은 유엔 정치위원회에서 한국문제의 해결방안으로 유엔감시 하에 민주주의 정부수립을 위한 남북한 총선거 실시 후, 정부수립과 동시에 미·소 양군의 동시 철수, 그리고 총선 및 양군 철수 등에 대한 감시협의체로서 유엔임시한국위원단을 설치할 것을 제의하였다. 소련 측은 미국 측 제안에 반대하면서 한국인 스스로 그들의 문제를 해결하도록 미·소 양군 동시 철군 및 본 문제 토의에 참가할 남북한 대표를 내용으로 하는 반대결의안을 제출하였다.
유엔 정치위원회에서 선(先)정부수립·후(後)외국군철수를 주장한 미국과 정반대의 입장을 고수한 소련이 날카롭게 대립하였으며, 10월 28일부터 11월 5일까지 이 양 결의안을 놓고 토의한 결과 소련의 반대결의안을 부결시키는 대신 미국 측의 제안을 찬성 43표, 반대 6표, 기권 4표로 채택하였다. 소련 측은 조선인대표의 참가 없는 유엔임시한국위원단에 참가를 거부한다는 성명을 발표하였다.
결국 1947년 10월 14일 제2차 112번째 국제 연합 총회에서 찬성 43표, 기권 6표로 결의안이 가결됨으로써, 1948년 3월 31일 안에 UN한국임시위원단(UNTCOK; United Nations Temporary Commission on Korea)의 감시하에 한국 총선거를 실시할 것을 결의하였으며, UN한국임시위원단은 오스트레일리아·캐나다·중화민국·엘살바도르·프랑스·인도·필리핀·시리아·우크라이나 소비에트 사회주의 공화국 등 9개국 대표로 구성된 'UN한국임시위원단'을 발족시켰다. 우크라이나 소비에트 사회주의 공화국은 불참하였다.
위원단은 1948년 1월 12일 서울 덕수궁에서 첫 총회를 가지고 그들의 임무에 착수하였으나, 1월24일 동 위원단의 북한 입장이 소련군정당국에 의해서 거부되자 소총회에 이를 보고하였다. 소총회는 2월 26일 동 위원단이 선거 가능한 지역에 한해서 그 과업을 계속 할 것을 결정하였다.
이에 남한만의 단독정부 수립을 반대하는 남북의 정당·사회단체 대표들이 단독선거를 저지하고 통일민주국가 수립을 위해 대책을 논의한 회담을 말한다. 1948년 4월 19일부터 시작된 이 회의는, 김구, 김규식 및 김일성, 김두봉과 같은 남북의 명망가들이 다수 참석하여 그 소기의 목적을 이루는 듯하였으나 결국 아무런 성과도 없이 끝나고 말았다.

## 선거법

### 제정 과정
제헌 국회의 선거법은 당시 과도입법의원의 선거법기초위원회의 초안으로 총 5회의 수정을 거쳤다. 다섯번에 걸친 수정의 목적은 법적 완성이기보다는 당시 과도입법의원 법사위 소속 관선의원과 민선의원간 대립, 좌익과 우익간의 첨예한 대립, 미군정과 UN한국임시위원단의 개입등으로 인한 정치적 산물이었다.
| 제헌 국회 선거법 제정 과정 각 안 비교 |                                                                                   | |                                                                                 | | |
| 법안                                  | 선거법기초위원회안 (47' 3. 21)                                                    | 법사위 수정안 (47' 5. 14)                                                                                 | 헬믹의 수정 요구 (47' 7. 21)                                                    | 입법의원의원선거법 (군정법률 제5호, 47' 9. 3) | 국회의원선거법 (군정법률 제175호, 48' 3. 17) |
| 선거권                                | 20세                                                                              | 25세 | 23→20세(거부)                                                                   | 23세 | 21세 |
| 피선거권                              | 25세                                                                              | 30세 | -                                                                               | 25세 | 25세 |
| 선거권 박탈                           | 자유형 집행중인 자 법령에 의해 선거권/피선거권 박탈된자                           | 자유형 집행중인 자 중추원 부의장, 고문, 참의 칙임관 이상 중 악질 행위를 한 자 법률에 의해 선거권 박탈된자 | 자유형→1년 이상 자유형 (수용) "민족 반역자···로 규정된 자" 조항 삭제 (거부)     | 자유형 집행중인 자 1년 이상 자유형 수형 이후 3년 이상 경과하지 않는 자 법률에 의해 선거권이 박탈된 자 및 민족 반역자···로 규정된 자                      | 자유형 집행중인 자 일본 정부로부터 작을 받은 자 제국의회의원 |
| 피선거권 박탈                         | 상동                                                                              | 상동 | 검찰관에 대한 차별 시정 (거부) 관직에서 악질 행위를 했던 것이 증명되어야 (거부) | 본 법에 의해 선거권이 박탈된 자 중추원 부의장, 고문, 참의 부·도 자문 의결기관 의원 고등관으로 3급이상, 훈7등 이상 판임관 이상 경찰관, 고등경찰, 헌병(보) | 본법에 의해 선거권 박탈된 자(정치범 제외) 1년 이상 자유형 수형 후 3년 이상 경과하지 않은 자(정치범 제외) 중추원 부의장, 고문, 참의 부·도 자문 의결기관 의원 고등관으로 3급이상, 훈7등 이상 받은 자 판임관 이상 경찰관, 고등경찰, 헌병(보) |
| 선거구                                | 소선거구(+중선거구)                                                               | 소선거구(+중선거구)                                                                                       | -                                                                               | 소선거구(+중선거구) | 소선거구 |
| 선거 등록                             | -                                                                                 | - | -                                                                               | 서명 | 날인 |
| 투표방법                              | 자서(自書)                                                                        | - | 기표(거부)                                                                      | 자서 | 기표 |
| 당선자결정                            | 과반수 득표                                                                       | - | -                                                                               | 최다득표자 | 최다득표자 |
| 특별 선거구                           | 없음                                                                              | 본적이 북한인 자들의 대표로 36석 할당                                                                     | 삭제 (거부)                                                                     | 의석수는 국회선거위원회 재량으로 결정(36석으로 제안) | 삭제 |
| 선거 위원회                           | 입법의원이 중앙선거위원회 위원 선임, 건거구위원회 위원 선임은 행정책임자에게 위임 | 행정수반이 중앙선거위원회 조직                                                                            | -                                                                               | 각급 행정단위의 장이 각급 선거위원 선임 | 행정수반이 국회선거위원회 조직(대법관이 위원장). 각 도·서울시 선거위원회는 국회선거위원회가 조직 |

1. ↑  박찬표, 한국의 국가형성과 민주주의, 후마니타스, 2007, p. 333
2. 1 2 3 4 5 6 7  과도입법의원의 반응, 1947. 8. 12

### 주요 내용
선거권은 만 21세에 달하는 모든 국민에게 부여되었고, 피선거권은 만 25세에 이르는 모든 국민에게 인정되었다. 그러나 일본정부로부터 작위(爵位)를 받은 자나 일본제국의회 의원이 되었던 자에게는 피선거권을 부여하지 않았다. 또 판임관(判任官) 이상자, 경찰관·헌병·헌병보, 고등관 3등급 이상자, 고등경찰이었던 자, 훈(勳) 7등 이상을 받은 자, 중추원의 부의장·고문·참의 등에게도 피선거권을 주지 않았다.

제1조

국민으로서 만 21세에 달한 자는 성별, 재산, 교육, 종교의 구별이 없이 국회의원의 선거권이 있음

국민으로서 만 25세에 달한 자는 성별, 재산, 교육, 종교의 구별이 없이 국회의원의 피선거권이 있음

선거제도는 보통·평등·비밀·직접의 4대 원칙에 입각한 민주주의 제도였고, 선거구제는 1선거구에서 1인을 선출하는 소선거구제도였다.

제8조 각 선거구는 1인의 국회의원을 선거함

제32조 선거는 단기무기명 투표로 행함.

제34조 선거인은 본인이 투표소에 가서 등록한 선거인 본인임을 인증 받은 후 투표구선거위원회의 위원 1인 이상 앞에서 선거인명부에 서명 또는 무인(拇印)함.

제35조 투표의 비밀은 보장됨.

제43조 유효투표의 최다수를 득한 자를 당선인으로 함.

선거구는 부(府)·군 및 서울시의 구(區)를 단위로 하고 인구 15만 미만은 1개구, 인구 15만 이상, 25만 미만은 2개구, 인구 25만 이상, 35만 미만은 3개구, 인구 35만 이상, 45만 미만의 부는 4개구로 하여 200개 선거구를 확정하였다.

제10조

인구 십오만내지 이십오만 미만의 부, 군급(及) 서울시의 구는 비등한 인구의 2개 구역으로 분함

인구 이십오만 내지 삼십오만 미만의 부는 비등한 인구의 3개 구역으로 분함

인구 삼십오만 내지 사십오만 미만의 부는 비등한 인구의 4개 구역으로 분함

제29조

등록한 의원후보자는 자유로이 선거에 관한 선전을 할 수 있음

각급(級)선거위원회위원급(及)선거 사무에 관계있는 공무원 기타 일선 공무원은 선거운동을 할 수 없음.

## 경과

### 미군정의 총선전 조치
유엔의 총선실시 결의가 있은 1948년 3월 4일 주한미군사령관 하지는 5월 9일에 총선실시, 유엔한국임시위원단의 감시 하에 실시할 선거는 보통·평등·비밀·직접·자유 등 민주선거의 원칙에 입각하여 실시, 선거법은 추후 한국인대표 및 유엔위원단의 요구에 따라 선거법을 제정할 것 등을 내용으로 하는 남조선 총선거 실시에 관한 특별 성명을 발표하였다.
한편, 미군정하 남한에서의 유일한 대의입법기관이었던 남조선과도입법의원은 남북 협상을 통한 통일정부 수립을 주장하는 김규식 의장을 비롯한 관선의원 측과 가능한 지역 내의 선거 및 정부수립을 주장하는 민선의원 측 간의 대립 끝에 2월 23일 본회의에서 주로 관선의원인 김규식의원 등 28인의 의원이 사퇴 한 가운데 가능한 지역 내에 서 총선 실시 결의안을 채택하였다. 그리고 동 과도입법의원은 동년 3월 17일 자유·평등(대일부역자 제외)·비밀선거, 임기 2년, 정원 200명 등을 주요골자로 한 전문 57조로 된 입법의원선거법을 제정·공포(남조선과도정부 법률 제5호)하는 한편 김동 성, 김법린, 김지환, 노진설, 이갑성, 이승복, 박승호, 백인제, 오상현, 윤기섭, 장 면, 김규홍, 최윤동, 최두선, 현상윤 등 15인을 중앙선거위원으로 선출하였다. 과도입법의원은 1948년 5월 19일 스스로 해산하기로 의결하고 그 다음날 공식 해산되었다.

### 입후보와 선거 전
입후보자는 모두 948명으로 이승만이 이끄는 대한독립촉성국민회가 235명, 동아일보 중심의 언론계 출신과 자본가 계급, 그리고 일본 및 미국 등에서 해외 유학을 하고 돌아온 지식인 계층 등이 조직한 보수 우익 정당인 한국민주당이 91명, 대동청년단이 87명, 조선민족청년단이 20명, 대한노동총연맹이 12명, 대한독립촉성농민총연맹이 12명의 후보를 각각 냈다. 그리고 기타 43개 사회단체 및 정당이 86명을 후보자로 내세웠으며, 무소속은 무려 전체 입후보자의 44%인 417명이 출사표를 던졌다. 무소속이 이렇게 많은 이유는 한국 민주당의 비인기로 인해 당의 후보들이 무소속으로 나섰기 때문이다.
정당 및 사회단체가 무려 48개나 되었지만, 7명 이하로 후보를 낸 정당이 42개나 되었고, 단 1명의 후보를 낸 정당 및 사회단체도 25개나 되었다. 해방 후 정당과 사회단체의 난립현상과 함께 정치적 혼란을 여실히 보여주는 것이다. 그리고 남한만의 단독정부 수립을 반대하고 남북협상을 추진했던 남북 협상파와 좌익계열은 이 선거에 불참하였다.
본래 선거일은 1948년 5월 9일로 예정되어 있었으나 그 날이 일요일이라서 예배에 나가는 사람이 많은데다가 5월 9일은 한반도 중부를 통과하는 금환일식이 예정되어 있어 선거를 하기 곤란하다는 의견이 있어 5월 10일로 하루 연기되었다.

### 선거

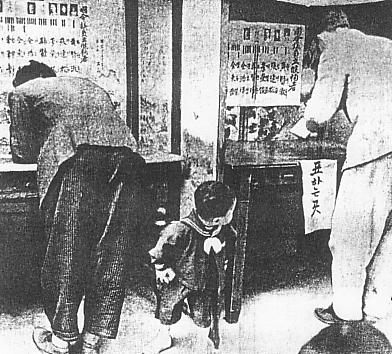
5·10 총선 투표 광경

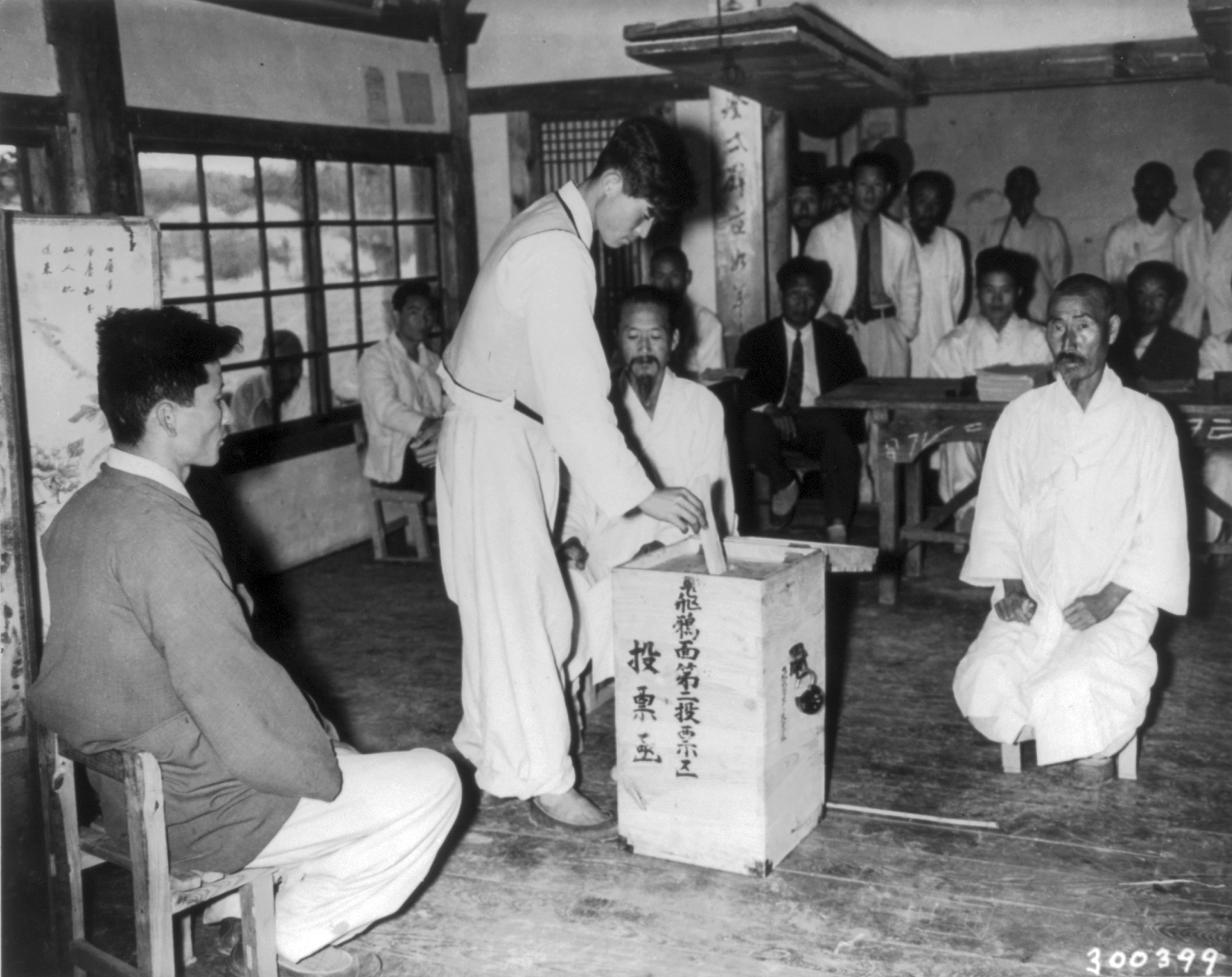
투표하는 모습

한국 최초의 선거로 기록된 제헌 국회 총선은 미군정에 의하여 관리·집행된 가운데 국회의원 정수 200명을 선출하였다. 투표자는 선거인 총수의 95.5%로 역대 선거사상 최고의 투표율이다.
제헌 국회의원 선거 결과 정당·단체별 당선자는 무소속이 의원정수 200명에 42.5%에 해당하는 85명이 당선되어 정당제에 대한 낮은 이해 속에 개인의 인기가 선거를 좌우하였고, 정당 및 단체별로는 이승만을 추종하는 대한독립촉성국민회가 총의석의 27.5%인 55석을 차지하여 가장 많은 당선자를 내어 제1세력으로 부각되었다. 선거전에 활발한 활동을 전개하던 한국민주당은 당 중진을 포함한 후보자들이 대거 탈락하여 총의석의 14.5%에 불과한 29명으로 그 뒤를 이었지만 상당수 무소속으로 출마하였기 실제 의석수는 이보다 많은 60-80석에 이른 것으로 추정된다.

### 이후
좌우대결 속에서 임시정부 주요 요인들이 불참한 가운데 치러진 총선 결과의 가장 큰 특징은 독립운동에 헌신했던 인물의 숫자보다 일제하 행정관료나 판사, 금융조합에 종사한 인물이 많았고, 적극 친일행위를 한 사람도 상당수 포함돼 있었다는 점이다. 이들은 대부분 미군정 관리나 민주의원, 입법의원 및 청년단체에서 활동한 우익 성향의 인물들이었다.
1948년 3월 29일에서 4월 9일은 유권자 등록기간이었다. 이때 전체 유권자의 79.7%인 약 780만명이 선거인 명부에 등록했다. 4월 말, 신문들은 "약 500명을 인터뷰한 결과 91%가 선거 등록을 강요당했다"고 보도했다.
1948년 5월 13일, 시리아 출신의 유엔 한국위원단 위원장 야심 무길(Yashin Mughir)은 총선거에 관련하여 제59호 성명을 발표하였다.
본 위원단은 1948년 2월 16일, 유엔 소총회의 결의에 따라 본 위원단의 협의에 의해 동년 5월 10일, 가능 지역내 총선거를 실시했던 것입니다. 그러나 유감스럽게도 일부 지도자와 일부 국민이 불참하였습니다. 본 위원단은 선거의 자유 분위기 보장을 위해 부당한 법령의 폐지와 정치범 석방을 점령군 사령관에게 건의 실천케 했으나, 군정 당국은 향보단이라는 압력 단체를 조직하여 투표소를 감시한다는 명목 아래 공포 분위기를 자아내었습니다. 그러므로 본 위원단은 이번에 실시된 남조선 총선거의 효력을 보류하는 바입니다.

또 그는 "남한은 경찰 국가일 뿐만 아니라 선거 지지파들이 경찰과 긴밀한 관계를 맺고 또 지방 당국을 조정하여 완벽하게 선거를 좌지우지하고 있다. 남한에서 자유 선거를 치르기 위한 분위기가 조성되어 있지 않다. 투표소 둘레나 안에서 향보단원을 발견했다. 어떤 투표소엔 경찰이 투표소 안에 있었다. 어떤 투표소는 투표의 비밀이 결여되었다."고 했다.
이러한 유엔 위원단의 성명을 듣고 이승만은 그 이튿날 즉시 유엔 한국 위원단 무길 의장에게 다음과 같은 공한을 발송하였다.
| “ | 존경하는 한국 위원단 귀하 나는 금반 귀 위원단이 발표한 제59호 성명에 대해 통탄을 금치 못함을 유감으로 생각하는 바입니다. 그것은 귀 위원단이 밝힌 총선거 효력 보류 이유가 모두 사실과 다르기 때문입니다. 그러나 그 잘못의 책임이 모두 귀 위원단에만 있다고는 생각지 않습니다. 누군가가 귀 위원단의 현명한 판단을 그르치도록 작용했을 것입니다. 아시다시피 공산주의자들은 유엔의 권능을 무시하고 위원단의 활동을 거부했습니다. 따라서 귀 위원단의 성스러운 임무는 총선거를 통해 자주 독립 정부의 수립을 성공적으로 돕는데 있는 것이지 결코 이 길을 가로막는데 있는 것은 아닙니다. 그러므로 나는 귀 위원단이 하루속히 제59호 성명을 철회해 주실 것을 삼천만 동포와 함께 간곡히 바라는 바입니다. | ” |

1948년 5월 14일, 한국민주당도 즉각 다음과 같은 반박 성명을 내었다.
| “ | 일부에서 선거에 불참하였다고 하나, 그들은 소련의 사주를 받아 그렇게 한 것이고 공산당의 파괴와 방해 행동 때문에 13,000개에 달하는 투표소를 겨우 3만명의 경찰력으로는 자유 분위기를 보장할 수가 없어서 부득이 향보단을 조직하여 협력토록 한 것이라. | ” |

1948년 5월 15일, UN 한국위원단은 제59호 성명서 발표 사흘 만에 돌연 종전의 태도를 바꾸어 다음과 같은 성명을 발표하였다.
본 위원단은 금번 실시한 남조선 가능 지역에서의 총선거에 대해 수차 그 진상을 조사한 결과 다음과 같은 결론을 얻었다. 즉 총선거는 비교적 민주주의의 기본 권리가 보장된 자유 분위기에서 순조로이 진행되었으며, 조선 총인구의 약 3분의 2 이상을 차지하고 있는 지역에 있어서 유효한 자유 의사의 표시로 본다.

1948년 5월 18일 경찰은 총선거 전후의 기간 동안 선거 반대 세력이 저지른 살해, 폭행, 습격, 방화 등의 행위로 인해 총 846명의 사상자가 발생했다고 밝혔다.

## 정당별 개요
대한독립촉성국민회는 대한민국 제헌 국회의원 선거에 가장 많은 수의 후보자를 입후보시켜 무소속 다음으로 많은 당선자를 내었다. 정식 정당이 아니었기 때문에 뚜렷한 정강·정책을 내세우지 않았고 후보들이 개인 자격으로 출마하기로 했으나, 실제 선거에서는 반탁 운동으로 쌓은 우익 진영의 정통성을 확보하고 이승만의 후광을 얻기 위해 소속을 밝히는 경우가 많았다.

## 선거 정보
- 총유권자수: 7,840,871명 (총유권자수는 선거인명부등록자로 집계. 실제 총유권자수는 8,132,517명임.)
- 의석정수: 200석
- 선거제도: 소선거구제
- 입후보자수: 942명
- 투표일: 1948년 5월 10일

## 투표 현황
선거관리위원회 기록
|      | 인 구 수 (1946. 8. 30) | 선거인수  | 투표자수  | 투표자수 | 투표자수  | 기권자수 | 투표율 | 유효 투표율 |
| 유효 | 인 구 수 (1946. 8. 30) | 선거인수  | 무효      | 계       |           | 기권자수 | 투표율 | 유효 투표율 |
| ---- | ---------------------- | --------- | --------- | -------- | --------- | -------- | ------ | ----------- |
| 서울 | 1,141,766              | 568,291   | 501,911   | 28,414   | 530,325   | 37,966   | 93.3%  | 94.6%       |
| 경기 | 2,486,369              | 1,088,515 | 1,029,479 | 20,913   | 1,050,392 | 38,123   | 96.5%  | 98.0%       |
| 강원 | 1,116,836              | 457,554   | 451,194   | 7,844    | 459,038   | 8,516    | 98.2%  | 98.3%       |
| 충북 | 1,112,894              | 462,090   | 432,605   | 12,029   | 444,634   | 17,456   | 96.2%  | 97.3%       |
| 충남 | 1,909,405              | 794,392   | 737,848   | 22,846   | 760,694   | 33,698   | 95.8%  | 97.0%       |
| 전북 | 2,016,428              | 801,988   | 749,599   | 27,234   | 776,833   | 25,155   | 96.9%  | 96.5%       |
| 전남 | 2,944,842              | 1,106,397 | 997,954   | 46,217   | 1,044,171 | 62,226   | 94.4%  | 95.6%       |
| 경북 | 3,178,750              | 1,227,597 | 1,087,695 | 59,096   | 1,146,791 | 80,806   | 93.4%  | 94.9%       |
| 경남 | 3,185,832              | 1,287,079 | 1,198,094 | 44,615   | 1,242,709 | 44,298   | 96.6%  | 96.4%       |
| 제주 | 97,755                 | 37,040    | 30,563    | 1,499    | 32,062    | 4,978    | 86.6%  | 95.3%       |
| 합계 | 19,180,877             | 7,840,871 | 7,216,942 | 270,707  | 7,487,649 | 353,222  | 95.5%  | 96.4%       |

1. ↑  대한민국선거사 :1968 증보판, 중앙선거관리위원회, 1968, p. 70

투표율

UN한국임시위원단에 관한 미국 연락장교의 보고서
|      | 총 인 구 (1946. 4. 1) | 유권자    | 등록자 (유권자 대비 등록률) | 투표자 (등록자 대비 투표율) | 투표율 (유권자 대비) |
| ---- | --------------------- | --------- | --------------------------- | --------------------------- | -------------------- |
| 서울 | 1,247,000             | 616,000   | 568,291 (92.2)              | 488,304 (92.8)              | 79.2                 |
| 경기 | 2,575,000             | 1,269,000 | 1,085,470 (85.4)            | 981,638 (96.6)              | 77.3                 |
| 강원 | 1,167,000             | 575,000   | 467,554 (81.3)              | 458,038 (98.0)              | 79.7                 |
| 충북 | 1,147,000             | 565,000   | 461,885 (81.8)              | 444,632 (96.3)              | 78.7                 |
| 충남 | 1,992,000             | 982,000   | 794,392 (80.9)              | 760,694 (95.8)              | 77.5                 |
| 전북 | 2,093,000             | 1,032,000 | 801,988 (77.7)              | 727,718 (96.7)              | 70.5                 |
| 전남 | 3,058,000             | 1,508,000 | 1,106,397 (73.3)            | 908,879 (93.6)              | 60.2                 |
| 경북 | 3,260,000             | 1,607,000 | 1,227,597 (76.4)            | 992,036 (92.1)              | 61.7                 |
| 경남 | 3,300,000             | 1,627,000 | 1,287,890 (79.2)            | 1,242,750 (96.5)            | 76.3                 |
| 제주 | 108,000               | 53,000    | 37,0400 (69.8)              | 32,062 (86.6)               | 60.5                 |
| 합계 | 19,947,000            | 9,834,000 | 7,837,504 (79.7)            | 7,036,750 (95.2)            | 71.6                 |

1. ↑  Report of Military Governor on the Holding of Elections in South Korea on 1948.5.10, Inclosure No.4. & Inclosure No. 55
재인용, 박진표, 한국의 국가형성과 민주주의, 후마니타스, 2007, p. 395
2. ↑  단독입후보 1개 선거구(등록자 42,021) 포함
3. 1 2 3 4 5 6  단독입후보 선거구의 유권자는 제외
4. ↑  단독입후보 2개 선거구(등록자 68,755) 포함
5. ↑  단독입후보 1개 선거구(등록자 49,149) 포함
6. ↑  단독입후보 3개 선거구(등록자 135,292) 포함
7. ↑  단독입후보 5개 선거구(등록자 150,405) 포함
8. ↑  선거 무효가 된 북제주군을 제외한 남제주군만의 통계
9. ↑  1946년 9월 현재 총인구(19,369,270명) + 1946년 9월부터 1948년 3월까지 남한으로의 이입 인구(228,369명) + 자연 인구 증가분(523,240명. 증가율 년 1.8%로 계산)
10. ↑  47년 21세 이상인 자의 등록(750만 대상)에서 도출된 49.3%에 기초

## 선거 결과
제주 4.3사건으로 선거무효가 선언되고 1년 후에 재선거가 치러진 북제주군의 선거결과는 기술상의 편의를 위해 따로 분류하지 않았다.

### 정당별 의석 분포

정당별 의석 수

|                        | 서울 | 서울 | 경기 | 경기 | 강원 | 강원 | 충남 | 충남 | 충북 | 충북 | 전남 | 전남 | 전북 | 전북 | 경남 | 경남 | 경북 | 경북 | 제주 | 제주 | 계   | 계  |
| ---------------------- | ---- | ---- | ---- | ---- | ---- | ---- | ---- | ---- | ---- | ---- | ---- | ---- | ---- | ---- | ---- | ---- | ---- | ---- | ---- | ---- | ---- | --- |
| 후보                   | 당선 | 후보 | 당선 | 후보 | 당선 | 후보 | 당선 | 후보 | 당선 | 후보 | 당선 | 후보 | 당선 | 후보 | 당선 | 후보 | 당선 | 후보 | 당선 | 후보 | 당선 |     |
| 무소속                 | 56   | 2    | 139  | 16   | 13   | 5    | 64   | 8    | 26   | 8    | 32   | 9    | 30   | 8    | 72   | 17   | 55   | 11   | 6    | 1    | 493  | 85  |
| 대한독립촉성국민회     | 3    | 2    | 7    | 7    | 19   | 6    | 29   | 10   | 19   | 2    | 15   | 5    | 26   | 6    | 35   | 6    | 36   | 11   | 8    | 1    | 197  | 55  |
| 한국민주당             | 4    | 4    | 3    | 2    | ·    | ·    | 3    | 0    | 2    | 1    | 32   | 10   | 24   | 4    | 6    | 3    | 10   | 5    | ·    | ·    | 84   | 29  |
| 대동청년단             | 1    | 1    | 3    | 3    | 8    | 1    | 13   | 1    | 7    | 1    | 3    | 1    | 9    | 1    | 11   | 0    | 12   | 2    | 2    | 1    | 68   | 12  |
| 조선민족청년단         | ·    | ·    | 1    | 0    | ·    | ·    | 2    | 0    | ·    | ·    | 3    | 1    | 3    | 2    | 7    | 3    | ·    | ·    | ·    | ·    | 16   | 6   |
| 대한독립촉성농민총연맹 | ·    | ·    | ·    | ·    | ·    | ·    | 1    | 0    | ·    | ·    | 1    | 1    | 5    | 1    | ·    | ·    | 3    | 0    | ·    | ·    | 10   | 2   |
| 대한독립촉성노동총연맹 | ·    | ·    | ·    | ·    | 1    | 0    | 2    | 0    | ·    | ·    | 1    | 0    | ·    | ·    | 2    | 0    | 2    | 1    | ·    | ·    | 8    | 1   |
| 대한청년단             | ·    | ·    | ·    | ·    | 1    | 0    | 2    | 0    | ·    | ·    | ·    | ·    | ·    | ·    | ·    | ·    | ·    | ·    | 2    | 1    | 5    | 1   |
| 조선민주당             | 3    | 1    | 1    | 0    | ·    | ·    | ·    | ·    | ·    | ·    | ·    | ·    | ·    | ·    | 1    | 0    | ·    | ·    | ·    | ·    | 5    | 1   |
| 교육협회               | ·    | ·    | ·    | ·    | ·    | ·    | 1    | 0    | ·    | ·    | ·    | ·    | ·    | ·    | ·    | ·    | 1    | 1    | ·    | ·    | 2    | 1   |
| 단민당                 | ·    | ·    | 1    | 0    | ·    | ·    | ·    | ·    | ·    | ·    | 1    | 1    | ·    | ·    | ·    | ·    | ·    | ·    | ·    | ·    | 2    | 1   |
| 한국독립당             | ·    | ·    | 1    | 1    | ·    | ·    | ·    | ·    | ·    | ·    | ·    | ·    | ·    | ·    | 1    | 0    | ·    | ·    | ·    | ·    | 2    | 1   |
| 대성회                 | ·    | ·    | ·    | ·    | ·    | ·    | ·    | ·    | ·    | ·    | 1    | 1    | ·    | ·    | ·    | ·    | ·    | ·    | ·    | ·    | 1    | 1   |
| 부산15구락부           | ·    | ·    | ·    | ·    | ·    | ·    | ·    | ·    | ·    | ·    | ·    | ·    | ·    | ·    | 1    | 1    | ·    | ·    | ·    | ·    | 1    | 1   |
| 조선공화당             | ·    | ·    | ·    | ·    | ·    | ·    | ·    | ·    | ·    | ·    | ·    | ·    | ·    | ·    | 1    | 1    | ·    | ·    | ·    | ·    | 1    | 1   |
| 민족통일본부           | ·    | ·    | ·    | ·    | ·    | ·    | ·    | ·    | ·    | ·    | ·    | ·    | ·    | ·    | ·    | ·    | 1    | 1    | ·    | ·    | 1    | 1   |
| 전도회                 | ·    | ·    | ·    | ·    | ·    | ·    | ·    | ·    | ·    | ·    | ·    | ·    | ·    | ·    | ·    | ·    | 1    | 1    | ·    | ·    | 1    | 1   |
| 대한독립촉성애국부인회 | 1    | 0    | 2    | 0    | ·    | ·    | ·    | ·    | ·    | ·    | ·    | ·    | ·    | ·    | 2    | 0    | ·    | ·    | ·    | ·    | 5    | 0   |
| 애국부인동지회         | 1    | 0    | 1    | 0    | ·    | ·    | ·    | ·    | ·    | ·    | ·    | ·    | ·    | ·    | ·    | ·    | 2    | 0    | ·    | ·    | 4    | 0   |
| 조선불교중앙총무원     | ·    | ·    | ·    | ·    | ·    | ·    | 1    | 0    | ·    | ·    | ·    | ·    | ·    | ·    | 2    | 0    | 1    | 0    | ·    | ·    | 4    | 0   |
| 대한독립청년단         | 1    | 0    | ·    | ·    | ·    | ·    | ·    | ·    | ·    | ·    | ·    | ·    | ·    | ·    | 1    | 0    | ·    | ·    | 1    | 0    | 3    | 0   |
| 한독정수협             | 2    | 0    | ·    | ·    | ·    | ·    | 1    | 0    | ·    | ·    | ·    | ·    | ·    | ·    | ·    | ·    | ·    | ·    | ·    | ·    | 3    | 0   |
| 유도회                 | ·    | ·    | ·    | ·    | ·    | ·    | ·    | ·    | ·    | ·    | ·    | ·    | ·    | ·    | 1    | 0    | 2    | 0    | ·    | ·    | 3    | 0   |
| 조선예수교장로회       | ·    | ·    | ·    | ·    | ·    | ·    | ·    | ·    | ·    | ·    | ·    | ·    | ·    | ·    | 1    | 0    | 1    | 0    | ·    | ·    | 2    | 0   |
| 기독교연맹             | ·    | ·    | ·    | ·    | ·    | ·    | ·    | ·    | ·    | ·    | 1    | 0    | 1    | 0    | ·    | ·    | ·    | ·    | ·    | ·    | 2    | 0   |
| 대한정의단             | 2    | 0    | ·    | ·    | ·    | ·    | ·    | ·    | ·    | ·    | ·    | ·    | ·    | ·    | ·    | ·    | ·    | ·    | ·    | ·    | 2    | 0   |
| 조선여자국민당         | 2    | 0    | ·    | ·    | ·    | ·    | ·    | ·    | ·    | ·    | ·    | ·    | ·    | ·    | ·    | ·    | ·    | ·    | ·    | ·    | 2    | 0   |
| 대한독립서북협회       | 1    | 0    | ·    | ·    | ·    | ·    | ·    | ·    | ·    | ·    | ·    | ·    | ·    | ·    | ·    | ·    | ·    | ·    | ·    | ·    | 1    | 0   |
| 민주주의자유독립당     | 1    | 0    | ·    | ·    | ·    | ·    | ·    | ·    | ·    | ·    | ·    | ·    | ·    | ·    | ·    | ·    | ·    | ·    | ·    | ·    | 1    | 0   |
| 조선건국청년회         | 1    | 0    | ·    | ·    | ·    | ·    | ·    | ·    | ·    | ·    | ·    | ·    | ·    | ·    | ·    | ·    | ·    | ·    | ·    | ·    | 1    | 0   |
| 청년당                 | 1    | 0    | ·    | ·    | ·    | ·    | ·    | ·    | ·    | ·    | ·    | ·    | ·    | ·    | ·    | ·    | ·    | ·    | ·    | ·    | 1    | 0   |
| 청년조선총연맹         | 1    | 0    | ·    | ·    | ·    | ·    | ·    | ·    | ·    | ·    | ·    | ·    | ·    | ·    | ·    | ·    | ·    | ·    | ·    | ·    | 1    | 0   |
| 여성단체총연맹         | 1    | 0    | ·    | ·    | ·    | ·    | ·    | ·    | ·    | ·    | ·    | ·    | ·    | ·    | ·    | ·    | ·    | ·    | ·    | ·    | 1    | 0   |
| 한국기독교연합회       | 1    | 0    | ·    | ·    | ·    | ·    | ·    | ·    | ·    | ·    | ·    | ·    | ·    | ·    | ·    | ·    | ·    | ·    | ·    | ·    | 1    | 0   |
| 조선법학회             | ·    | ·    | 1    | 0    | ·    | ·    | ·    | ·    | ·    | ·    | ·    | ·    | ·    | ·    | ·    | ·    | ·    | ·    | ·    | ·    | 1    | 0   |
| 민족통일건국전선       | ·    | ·    | ·    | ·    | 1    | 0    | ·    | ·    | ·    | ·    | ·    | ·    | ·    | ·    | ·    | ·    | ·    | ·    | ·    | ·    | 1    | 0   |
| 대한민국총동원본부     | ·    | ·    | ·    | ·    | ·    | ·    | 1    | 0    | ·    | ·    | ·    | ·    | ·    | ·    | ·    | ·    | ·    | ·    | ·    | ·    | 1    | 0   |
| 민족사회당             | ·    | ·    | ·    | ·    | ·    | ·    | 1    | 0    | ·    | ·    | ·    | ·    | ·    | ·    | ·    | ·    | ·    | ·    | ·    | ·    | 1    | 0   |
| 민중당                 | ·    | ·    | ·    | ·    | ·    | ·    | 1    | 0    | ·    | ·    | ·    | ·    | ·    | ·    | ·    | ·    | ·    | ·    | ·    | ·    | 1    | 0   |
| 상무사                 | ·    | ·    | ·    | ·    | ·    | ·    | 1    | 0    | ·    | ·    | ·    | ·    | ·    | ·    | ·    | ·    | ·    | ·    | ·    | ·    | 1    | 0   |
| 대한부인회             | ·    | ·    | ·    | ·    | ·    | ·    | ·    | ·    | ·    | ·    | 1    | 0    | ·    | ·    | ·    | ·    | ·    | ·    | ·    | ·    | 1    | 0   |
| 조선변호사학회         | ·    | ·    | ·    | ·    | ·    | ·    | ·    | ·    | ·    | ·    | 1    | 0    | ·    | ·    | ·    | ·    | ·    | ·    | ·    | ·    | 1    | 0   |
| 기독교청년회           | ·    | ·    | ·    | ·    | ·    | ·    | ·    | ·    | ·    | ·    | ·    | ·    | 1    | 0    | ·    | ·    | ·    | ·    | ·    | ·    | 1    | 0   |
| 조선불교교무원         | ·    | ·    | ·    | ·    | ·    | ·    | ·    | ·    | ·    | ·    | ·    | ·    | 1    | 0    | ·    | ·    | ·    | ·    | ·    | ·    | 1    | 0   |
| 고려진보당             | ·    | ·    | ·    | ·    | ·    | ·    | ·    | ·    | ·    | ·    | ·    | ·    | ·    | ·    | 1    | 0    | ·    | ·    | ·    | ·    | 1    | 0   |
| 민주의원               | ·    | ·    | ·    | ·    | ·    | ·    | ·    | ·    | ·    | ·    | ·    | ·    | ·    | ·    | 1    | 0    | ·    | ·    | ·    | ·    | 1    | 0   |
| 청우당                 | ·    | ·    | ·    | ·    | ·    | ·    | ·    | ·    | ·    | ·    | ·    | ·    | ·    | ·    | 1    | 0    | ·    | ·    | ·    | ·    | 1    | 0   |
| 이재민동포자치회       | ·    | ·    | ·    | ·    | ·    | ·    | ·    | ·    | ·    | ·    | ·    | ·    | ·    | ·    | ·    | ·    | 1    | 0    | ·    | ·    | 1    | 0   |
| 계                     | 83   | 10   | 160  | 29   | 43   | 12   | 124  | 19   | 54   | 12   | 92   | 29   | 100  | 22   | 147  | 31   | 128  | 33   | 18   | 3    | 949  | 200 |

1. ↑  중앙선거관리위원회 역대선거정보시스템[깨진 링크(과거 내용 찾기)] 각 의원별 득표를 기준으로 계산, 선관위 자료와는 다소 차이가 있음.

### 정당별 득표 현황
|                         | 서울    | 서울   | 경기    | 경기   | 강원    | 강원   | 충남    | 충남   | 충북    | 충북   | 전남    | 전남   | 전북    | 전북   | 경남      | 경남   | 경북    | 경북   | 제주   | 제주   | 계        | 계     |
| ----------------------- | ------- | ------ | ------- | ------ | ------- | ------ | ------- | ------ | ------- | ------ | ------- | ------ | ------- | ------ | --------- | ------ | ------- | ------ | ------ | ------ | --------- | ------ |
| 득표                    | 득표율  | 득표   | 득표율  | 득표   | 득표율  | 득표   | 득표율  | 득표   | 득표율  | 득표   | 득표율  | 득표   | 득표율  | 득표   | 득표율    | 득표   | 득표율  | 득표   | 득표율 | 득표   | 득표율    |        |
| 무소속                  | 242,007 | 52.62% | 755,297 | 78.63% | 138,941 | 30.61% | 351,664 | 47.86% | 216,968 | 50.17% | 267,274 | 30.89% | 169,377 | 24.18% | 587,433   | 49.03% | 366,169 | 38.99% | 8,190  | 13.95% | 3,103,320 | 45.61% |
| 대한독립 촉성국민회     | 42,941  | 9.34%  | 94,424  | 9.83%  | 211,974 | 46.70% | 225,823 | 30.73% | 138,309 | 31.98% | 150,639 | 17.41% | 188,164 | 26.86% | 297,932   | 24.87% | 275,822 | 29.37% | 36,266 | 61.75% | 1,662,294 | 24.43% |
| 한국민주당              | 93,555  | 20.34% | 29,367  | 3.06%  | ·       | ·      | 19,043  | 2.59%  | 22,601  | 5.23%  | 324,178 | 37.46% | 190,752 | 27.23% | 73,176    | 6.11%  | 75,523  | 8.04%  | ·      | ·      | 828,195   | 12.17% |
| 대동청년단              | 14,296  | 3.11%  | 55,230  | 5.75%  | 81,693  | 18.00% | 70,391  | 9.58%  | 54,624  | 12.63% | 25,120  | 2.90%  | 63,355  | 9.04%  | 74,478    | 6.22%  | 96,200  | 10.24% | 6,56   | 1.12%  | 536,043   | 7.88%  |
| 조선민족청년단          | ·       | ·      | 4,779   | 0.50%  | ·       | ·      | 8,366   | 1.14%  | ·       | ·      | 25,578  | 2.96%  | 45,382  | 6.48%  | 60,686    | 5.07%  | ·       | ·      | ·      | ·      | 144,791   | 2.13%  |
| 대한독립촉성 농민총연맹 | ·       | ·      | ·       | ·      | ·       | ·      | ·       | ·      | ·       | ·      | 14,677  | 1.70%  | 27,864  | 3.98%  | ·         | ·      | 16,604  | 1.77%  | ·      | ·      | 59,145    | 0.87%  |
| 대한독립촉성 노동총연맹 | ·       | ·      | ·       | ·      | 15,432  | 3.40%  | 10,617  | 1.44%  | ·       | ·      | 2,503   | 0.29%  | ·       | ·      | 5,126     | 0.43%  | 37,384  | 3.98%  | ·      | ·      | 71,062    | 1.04%  |
| 대한청년단              | ·       | ·      | ·       | ·      | ·       | ·      | 7,016   | 0.95%  | ·       | ·      | ·       | ·      | ·       | ·      | ·         | ·      | ·       | ·      | 5,776  | 9.84%  | 12,792    | 0.19%  |
| 조선민주당              | 21,226  | 4.62%  | ·       | ·      | ·       | ·      | ·       | ·      | ·       | ·      | ·       | ·      | ·       | ·      | 1,768     | 0.15%  | ·       | ·      | ·      | ·      | 22,994    | 0.34%  |
| 교육협회                | ·       | ·      | ·       | ·      | ·       | ·      | 7,654   | 1.04%  | ·       | ·      | ·       | ·      | ·       | ·      | ·         | ·      | 13,283  | 1.41%  | ·      | ·      | 20,937    | 0.31%  |
| 단민당                  | ·       | ·      | 1,461   | 0.15%  | ·       | ·      | ·       | ·      | ·       | ·      | 14,919  | 1.72%  | ·       | ·      | ·         | ·      | ·       | ·      | ·      | ·      | 16,380    | 0.24%  |
| 한국독립당              | ·       | ·      | ·       | ·      | ·       | ·      | ·       | ·      | ·       | ·      | ·       | ·      | ·       | ·      | 10,007    | 0.84%  | ·       | ·      | ·      | ·      | 10,007    | 0.15%  |
| 대성회                  | ·       | ·      | ·       | ·      | ·       | ·      | ·       | ·      | ·       | ·      | 18,368  | 2.12%  | ·       | ·      | ·         | ·      | ·       | ·      | ·      | ·      | 18,368    | 0.27%  |
| 부산1·5구락부           | ·       | ·      | ·       | ·      | ·       | ·      | ·       | ·      | ·       | ·      | ·       | ·      | ·       | ·      | 17,014    | 1.42%  | ·       | ·      | ·      | ·      | 17,014    | 0.25%  |
| 조선공화당              | ·       | ·      | ·       | ·      | ·       | ·      | ·       | ·      | ·       | ·      | ·       | ·      | ·       | ·      | ·         | ·      | 17,455  | 1.46%  | ·      | ·      | 17,455    | 0.26%  |
| 민족통일본부            | ·       | ·      | ·       | ·      | ·       | ·      | ·       | ·      | ·       | ·      | ·       | ·      | ·       | ·      | ·         | ·      | 13,049  | 1.39%  | ·      | ·      | 13,049    | 0.19%  |
| 전도회                  | ·       | ·      | ·       | ·      | ·       | ·      | ·       | ·      | ·       | ·      | ·       | ·      | ·       | ·      | ·         | ·      | 11,804  | 1.26%  | ·      | ·      | 11,804    | 0.17%  |
| 대한독립촉성 애국부인회 | 5,680   | 1.24%  | 1,850   | 0.19%  | ·       | ·      | ·       | ·      | ·       | ·      | ·       | ·      | ·       | ·      | 3,233     | 0.27%  | ·       | ·      | ·      | ·      | 10,763    | 0.16%  |
| 애국부인동지회          | 5,518   | 1.20%  | 3,570   | 0.37%  | ·       | ·      | ·       | ·      | ·       | ·      | ·       | ·      | ·       | ·      | ·         | ·      | 7,325   | 0.75   | ·      | ·      | 16,413    | 0.24%  |
| 조선불교 중앙총무원     | ·       | ·      | ·       | ·      | ·       | ·      | 2,007   | 0.27%  | ·       | ·      | ·       | ·      | ·       | ·      | 18,595    | 1.55%  | 7,564   | 0.81%  | ·      | ·      | 28,166    | 0.41%  |
| 대한독립청년단          | 4,456   | 0.97%  | ·       | ·      | ·       | ·      | ·       | ·      | ·       | ·      | ·       | ·      | ·       | ·      | 2,504     | 0.21%  | ·       | ·      | 7,840  | 13.35% | 14,800    | 0.22%  |
| 한독정수협              | 1,853   | 0.40%  | ·       | ·      | ·       | ·      | 4,991   | 0.68%  | ·       | ·      | ·       | ·      | ·       | ·      | ·         | ·      | ·       | ·      | ·      | ·      | 6,844     | 0.10%  |
| 유도회                  | ·       | ·      | ·       | ·      | ·       | ·      | ·       | ·      | ·       | ·      | ·       | ·      | ·       | ·      | 4,418     | 0.37%  | 7,556   | 0.80%  | ·      | ·      | 11,974    | 0.18%  |
| 조선예수교 장로회       | ·       | ·      | ·       | ·      | ·       | ·      | ·       | ·      | ·       | ·      | ·       | ·      | ·       | ·      | 2,197     | 0.18%  | 3,338   | 0.36%  | ·      | ·      | 5,535     | 0.08%  |
| 기독교연맹              | ·       | ·      | ·       | ·      | ·       | ·      | ·       | ·      | ·       | ·      | 8,254   | 0.95%  | 6,044   | 0.86%  | ·         | ·      | ·       | ·      | ·      | ·      | 14,298    | 0.21%  |
| 대한정의단              | 4,320   | 0.94%  | ·       | ·      | ·       | ·      | ·       | ·      | ·       | ·      | ·       | ·      | ·       | ·      | ·         | ·      | ·       | ·      | ·      | ·      | 4,320     | 0.06%  |
| 조선여자국민당          | 6,461   | 1.40%  | ·       | ·      | ·       | ·      | ·       | ·      | ·       | ·      | ·       | ·      | ·       | ·      | ·         | ·      | ·       | ·      | ·      | ·      | 6,461     | 0.09%  |
| 대한독립 서북협회       | 8,325   | 1.81%  | ·       | ·      | ·       | ·      | ·       | ·      | ·       | ·      | ·       | ·      | ·       | ·      | ·         | ·      | ·       | ·      | ·      | ·      | 8,325     | 1.81%  |
| 민주주의 자유독립당     | 1,510   | 0.33%  | ·       | ·      | ·       | ·      | ·       | ·      | ·       | ·      | ·       | ·      | ·       | ·      | ·         | ·      | ·       | ·      | ·      | ·      | 1,510     | 0.02%  |
| 조선건국청년회          | 1,283   | 0.28%  | ·       | ·      | ·       | ·      | ·       | ·      | ·       | ·      | ·       | ·      | ·       | ·      | ·         | ·      | ·       | ·      | ·      | ·      | 1,283     | 0.02%  |
| 청년당                  | 767     | 0.17%  | ·       | ·      | ·       | ·      | ·       | ·      | ·       | ·      | ·       | ·      | ·       | ·      | ·         | ·      | ·       | ·      | ·      | ·      | 767       | 0.01%  |
| 청년조선 총연맹         | ·       | ·      | ·       | ·      | ·       | ·      | ·       | ·      | ·       | ·      | ·       | ·      | ·       | ·      | ·         | ·      | ·       | ·      | ·      | ·      | 0         | 0%     |
| 여성단체 총연맹         | 4,253   | 0.92%  | ·       | ·      | ·       | ·      | ·       | ·      | ·       | ·      | ·       | ·      | ·       | ·      | ·         | ·      | ·       | ·      | ·      | ·      | 4,253     | 0.06%  |
| 한국기독교 연합회       | 1,463   | 0.32%  | ·       | ·      | ·       | ·      | ·       | ·      | ·       | ·      | ·       | ·      | ·       | ·      | ·         | ·      | ·       | ·      | ·      | ·      | 1,463     | 0.02%  |
| 조선법학회              | ·       | ·      | 5,938   | 0.62%  | ·       | ·      | ·       | ·      | ·       | ·      | ·       | ·      | ·       | ·      | ·         | ·      | ·       | ·      | ·      | ·      | 5,938     | 0.09%  |
| 민족통일 건국전선       | ·       | ·      | ·       | ·      | 5,909   | 1.30%  | ·       | ·      | ·       | ·      | ·       | ·      | ·       | ·      | ·         | ·      | ·       | ·      | ·      | ·      | 5,909     | 0.09%  |
| 대한민국 총동원본부     | ·       | ·      | ·       | ·      | ·       | ·      | 7,142   | 0.97%  | ·       | ·      | ·       | ·      | ·       | ·      | ·         | ·      | ·       | ·      | ·      | ·      | 7,142     | 0.10%  |
| 민족사회당              | ·       | ·      | ·       | ·      | ·       | ·      | 9,803   | 1.33%  | ·       | ·      | ·       | ·      | ·       | ·      | ·         | ·      | ·       | ·      | ·      | ·      | 9,803     | 0.14%  |
| 민중당                  | ·       | ·      | ·       | ·      | ·       | ·      | 7,664   | 1.04%  | ·       | ·      | ·       | ·      | ·       | ·      | ·         | ·      | ·       | ·      | ·      | ·      | 7,664     | 0.11%  |
| 상무사                  | ·       | ·      | ·       | ·      | ·       | ·      | 2,618   | 0.36%  | ·       | ·      | ·       | ·      | ·       | ·      | ·         | ·      | ·       | ·      | ·      | ·      | 2,618     | 0.04%  |
| 대한부인회              | ·       | ·      | ·       | ·      | ·       | ·      | ·       | ·      | ·       | ·      | 1,568   | 0.18%  | ·       | ·      | ·         | ·      | ·       | ·      | ·      | ·      | 1,568     | 0.02%  |
| 조선변호사학회          | ·       | ·      | ·       | ·      | ·       | ·      | ·       | ·      | ·       | ·      | 12,283  | 1.42%  | ·       | ·      | ·         | ·      | ·       | ·      | ·      | ·      | 12,283    | 0.18%  |
| 기독교청년회            | ·       | ·      | ·       | ·      | ·       | ·      | ·       | ·      | ·       | ·      | ·       | ·      | 4,495   | 0.64%  | ·         | ·      | ·       | ·      | ·      | ·      | 4,495     | 0.07%  |
| 조선불교교무원          | ·       | ·      | ·       | ·      | ·       | ·      | ·       | ·      | ·       | ·      | ·       | ·      | 5,097   | 0.73%  | ·         | ·      | ·       | ·      | ·      | ·      | 5,097     | 0.07%  |
| 고려진보당              | ·       | ·      | ·       | ·      | ·       | ·      | ·       | ·      | ·       | ·      | ·       | ·      | ·       | ·      | 5,539     | 0.46%  | ·       | ·      | ·      | ·      | 5,539     | 0.08%  |
| 민주의원                | ·       | ·      | ·       | ·      | ·       | ·      | ·       | ·      | ·       | ·      | ·       | ·      | ·       | ·      | 7,769     | 0.65%  | ·       | ·      | ·      | ·      | 7,769     | 0.11%  |
| 청우당                  | ·       | ·      | ·       | ·      | ·       | ·      | ·       | ·      | ·       | ·      | ·       | ·      | ·       | ·      | 8,760     | 0.73%  | ·       | ·      | ·      | ·      | 8,760     | 0.13%  |
| 이재민 동포자치회       | ·       | ·      | ·       | ·      | ·       | ·      | ·       | ·      | ·       | ·      | ·       | ·      | ·       | ·      | ·         | ·      | 7,493   | 0.80%  | ·      | ·      | 7,493     | 0.11%  |
| 계                      | 459,914 | 100%   | 960,599 | 100%   | 453,949 | 100%   | 734,799 | 100%   | 432,502 | 100%   | 865,361 | 100%   | 700,530 | 100%   | 1,198,090 | 100%   | 939,114 | 100%   | 58,728 | 100%   | 6,803,586 | 100%   |

1. ↑  중앙선거관리위원회 역대선거정보시스템 각 의원별 득표를 기준으로 계산, 선관위 자료와는 다소 차이가 있음.

### 선거 통계
- 최고령 당선자: 1875년생, 74세 이승만 (서울 동대문갑)
- 최연소 당선자: 1922년생, 27세 배중혁 (경북 봉화)
- 최다득표 당선자: 41,532표 이청천 (서울 성동)
- 최소득표 당선자: 2,792표 조중현 (경기 장단)
- 최다득표차 당선자: 30,424표차 이청천 (서울 성동)
- 최소득표차 당선자: 63표차 김재학 (경남 통영갑)
- 최다득표율 당선자: 80.94% 이종순 (강원 춘성)
- 최소득표율 당선자: 16.7% 조중현 (경기 장단)

## 당선자
대한독립촉성국민회 
 한국민주당 
 대동청년단 
 조선민족청년단 
 기타 정당 
 무소속 

| 시·도    | 선거구 / 당선자 | 선거구 / 당선자 | 선거구 / 당선자 | 선거구 / 당선자 |
| 서울시   | 중구            | 종로구 갑       | 종로구 을       | 용산구          |
| -------- | --------------- | --------------- | --------------- | --------------- |
| 서울시   | 윤치영          | 이윤영          | 장면            | 김동원          |
| 서울시   |                 |                 |                 |                 |
| 서울시   | 성동구          | 동대문구 갑     | 동대문구 을     | 서대문구        |
| 서울시   | 지청천          | 이승만          | 이영준          | 김도연          |
| 서울시   |                 |                 |                 |                 |
| 서울시   | 마포구          | 영등포구        |                 |                 |
| 서울시   | 김상돈          | 윤재욱          |                 |                 |
| 서울시   |                 |                 |                 |                 |
| 경기도   | 인천부 갑       | 인천부 을       | 개성부          | 수원군 갑       |
| 경기도   | 곽상훈          | 조봉암          | 이성득          | 홍길선          |
| 경기도   |                 |                 |                 |                 |
| 경기도   | 수원군 을       | 고양군 갑       | 고양군 을       | 광주군          |
| 경기도   | 김웅진          | 서성달          | 최국현          | 신익희          |
| 경기도   |                 |                 |                 |                 |
| 경기도   | 양주군 갑       | 양주군 을       | 포천군          | 가평군          |
| 경기도   | 김덕열          | 이진수          | 서정희          | 홍익표          |
| 경기도   |                 |                 |                 |                 |
| 경기도   | 양평군          | 여주군          | 이천군          | 용인군          |
| 경기도   | 유래완          | 원용한          | 송창식          | 민경식          |
| 경기도   |                 |                 |                 |                 |
| 경기도   | 안성군          | 평택군          | 시흥군          | 부천군          |
| 경기도   | 김영기          | 최석화          | 이재형          | 이유선          |
| 경기도   |                 |                 |                 |                 |
| 경기도   | 김포군          | 강화군          | 파주군          | 장단군          |
| 경기도   | 정준            | 윤재근          | 김웅권          | 조중현          |
| 경기도   |                 |                 |                 |                 |
| 경기도   | 개풍군          | 연백군 갑       | 연백군 을       | 옹진군 갑       |
| 경기도   | 신광균          | 김경배          | 신현모          | 오택관          |
| 경기도   |                 |                 |                 |                 |
| 경기도   | 옹진군 을       |                 |                 |                 |
| 경기도   | 김인식          |                 |                 |                 |
| 경기도   |                 |                 |                 |                 |
| 강원도   | 춘천부          | 춘성군          | 원주군          | 강릉군 갑       |
| 강원도   | 최규옥          | 이종순          | 홍범희          | 원장길          |
| 강원도   |                 |                 |                 |                 |
| 강원도   | 강릉군 을       | 홍천군          | 횡성군          | 영월군          |
| 강원도   | 최헌길          | 이재학          | 원용균          | 장기영          |
| 강원도   |                 |                 |                 |                 |
| 강원도   | 평창군          | 정선군          | 삼척군          | 울진군          |
| 강원도   | 황호현          | 최태규          | 김진구          | 김광준          |
| 강원도   |                 |                 |                 |                 |
| 충청북도 | 청주부          | 청원군 갑       | 청원군 을       | 보은군          |
| 충청북도 | 박기운          | 홍순옥          | 이만근          | 김교현          |
| 충청북도 |                 |                 |                 |                 |
| 충청북도 | 옥천군          | 영동군          | 진천군          | 괴산군          |
| 충청북도 | 정구삼          | 박우경          | 송필만          | 연병호          |
| 충청북도 |                 |                 |                 |                 |
| 충청북도 | 음성군          | 충주군          | 제천군          | 단양군          |
| 충청북도 | 이의상          | 김기철          | 유홍렬          | 조종승          |
| 충청북도 |                 |                 |                 |                 |
| 충청남도 | 대전부          | 대덕군          | 연기군          | 공주군 갑       |
| 충청남도 | 성낙서          | 송진백          | 진헌식          | 김명동          |
| 충청남도 |                 |                 |                 |                 |
| 충청남도 | 공주군 을       | 논산군 갑       | 논산군 을       | 부여군 갑       |
| 충청남도 | 신방현          | 유진홍          | 최운교          | 남궁현          |
| 충청남도 |                 |                 |                 |                 |
| 충청남도 | 부여군 을       | 서천군          | 보령군          | 청양군          |
| 충청남도 | 김철수          | 이훈구          | 임석규          | 이종근          |
| 충청남도 |                 |                 |                 |                 |
| 충청남도 | 홍성군          | 예산군          | 서산군 갑       | 서산군 을       |
| 충청남도 | 손재학          | 윤병구          | 이종린          | 김동준          |
| 충청남도 |                 |                 |                 |                 |
| 충청남도 | 당진군          | 아산군          | 천안군          |                 |
| 충청남도 | 김용재          | 서용길          | 이병국          |                 |
| 충청남도 |                 |                 |                 |                 |
| 전라북도 | 전주부          | 군산부          | 이리부          | 완주군 갑       |
| 전라북도 | 신성균          | 윤석구          | 배헌            | 유준상          |
| 전라북도 |                 |                 |                 |                 |
| 전라북도 | 완주군 을       | 진안군          | 금산군          | 무주군          |
| 전라북도 | 이석주          | 오기열          | 정해준          | 신현돈          |
| 전라북도 |                 |                 |                 |                 |
| 전라북도 | 장수군          | 임실군          | 남원군          | 순창군          |
| 전라북도 | 김봉두          | 진직현          | 이정기          | 노익환          |
| 전라북도 |                 |                 |                 |                 |
| 전라북도 | 정읍군 갑       | 정읍군 을       | 고창군 갑       | 고창군 을       |
| 전라북도 | 나용균          | 김종문          | 김영동          | 백관수          |
| 전라북도 |                 |                 |                 |                 |
| 전라북도 | 부안군          | 김제군 갑       | 김제군 을       | 옥구군          |
| 전라북도 | 조재면          | 조한백          | 홍희종          | 이요한          |
| 전라북도 |                 |                 |                 |                 |
| 전라북도 | 익산군 갑       | 익산군 을       |                 |                 |
| 전라북도 | 백형남          | 이문원          |                 |                 |
| 전라북도 |                 |                 |                 |                 |
| 전라남도 | 광주부          | 목포부          | 여수군 갑       | 여수군 을       |
| 전라남도 | 정광호          | 이남규          | 김문평          | 황병규          |
| 전라남도 |                 |                 |                 |                 |
| 전라남도 | 순천군 갑       | 순천군 을       | 광산군          | 담양군          |
| 전라남도 | 황두연          | 조옥현          | 박종남          | 정균식          |
| 전라남도 |                 |                 |                 |                 |
| 전라남도 | 곡성군          | 구례군          | 광양군          | 고흥군 갑       |
| 전라남도 | 서우석          | 김종선          | 김옥주          | 오석주          |
| 전라남도 |                 |                 |                 |                 |
| 전라남도 | 고흥군 을       | 보성군          | 화순군          | 장흥군          |
| 전라남도 | 유성갑          | 이정래          | 조국현          | 김중기          |
| 전라남도 |                 |                 |                 |                 |
| 전라남도 | 강진군          | 해남군 갑       | 해남군 을       | 영암군          |
| 전라남도 | 차경모          | 송봉해          | 이성학          | 김준연          |
| 전라남도 |                 |                 |                 |                 |
| 전라남도 | 무안군 갑       | 무안군 을       | 나주군 갑       | 나주군 을       |
| 전라남도 | 김용현          | 장홍염          | 이항발          | 김상호          |
| 전라남도 |                 |                 |                 |                 |
| 전라남도 | 함평군          | 영광군          | 장성군          | 완도군          |
| 전라남도 | 이성우          | 조영규          | 김상순          | 김장열          |
| 전라남도 |                 |                 |                 |                 |
| 전라남도 | 진도군          |                 |                 |                 |
| 전라남도 | 김병회          |                 |                 |                 |
| 전라남도 |                 |                 |                 |                 |
| 경상북도 | 대구부 갑       | 대구부 을       | 대구부 병       | 달성군          |
| 경상북도 | 최윤동          | 서상일          | 백남채          | 김우식          |
| 경상북도 |                 |                 |                 |                 |
| 경상북도 | 군위군          | 의성군 갑       | 의성군 을       | 안동군 갑       |
| 경상북도 | 박준            | 정우일          | 권병노          | 김익기          |
| 경상북도 |                 |                 |                 |                 |
| 경상북도 | 안동군 을       | 청송군          | 영양군          | 영덕군          |
| 경상북도 | 정현모          | 김봉조          | 조헌영          | 오택열          |
| 경상북도 |                 |                 |                 |                 |
| 경상북도 | 영일군 갑       | 영일군 을       | 경주군 갑       | 경주군 을       |
| 경상북도 | 박순석          | 김익노          | 김철            | 이석            |
| 경상북도 |                 |                 |                 |                 |
| 경상북도 | 영천군 갑       | 영천군 을       | 경산군          | 청도군          |
| 경상북도 | 정도영          | 이범교          | 박해정          | 박종환          |
| 경상북도 |                 |                 |                 |                 |
| 경상북도 | 고령군          | 성주군          | 칠곡군          | 김천군 갑       |
| 경상북도 | 김상덕          | 이호석          | 장병만          | 권태희          |
| 경상북도 |                 |                 |                 |                 |
| 경상북도 | 김천군 을       | 선산군          | 상주군 갑       | 상주군 을       |
| 경상북도 | 이병관          | 육홍균          | 한암회          | 전진한          |
| 경상북도 |                 |                 |                 |                 |
| 경상북도 | 문경군          | 예천군          | 영주군          | 봉화군          |
| 경상북도 | 조병한          | 박상영          | 최석홍          | 배중혁          |
| 경상북도 |                 |                 |                 |                 |
| 경상북도 | 울릉도          |                 |                 |                 |
| 경상북도 | 서이환          |                 |                 |                 |
| 경상북도 |                 |                 |                 |                 |
| 경상남도 | 부산부 갑       | 부산부 을       | 부산부 병       | 부산부 정       |
| 경상남도 | 문시환          | 허정            | 한석범          | 박찬현          |
| 경상남도 |                 |                 |                 |                 |
| 경상남도 | 마산부          | 진주부          | 진양군          | 의령군          |
| 경상남도 | 권태욱          | 이강우          | 황윤호          | 안준상          |
| 경상남도 |                 |                 |                 |                 |
| 경상남도 | 함안군          | 창녕군          | 밀양군 갑       | 밀양군 을       |
| 경상남도 | 강욱중          | 구중회          | 이주형          | 박해극          |
| 경상남도 |                 |                 |                 |                 |
| 경상남도 | 양산군          | 울산군 갑       | 울산군 을       | 동래군          |
| 경상남도 | 정진근          | 최봉식          | 김수선          | 김약수          |
| 경상남도 |                 |                 |                 |                 |
| 경상남도 | 김해군 갑       | 김해군 을       | 창원군 갑       | 창원군 을       |
| 경상남도 | 신상학          | 조규갑          | 김태수          | 주기용          |
| 경상남도 |                 |                 |                 |                 |
| 경상남도 | 통영군 갑       | 통영군 을       | 고성군          | 사천군          |
| 경상남도 | 김재학          | 서순영          | 이구수          | 최범술          |
| 경상남도 |                 |                 |                 |                 |
| 경상남도 | 남해군          | 하동군          | 산청군          | 함양군          |
| 경상남도 | 박윤원          | 강달수          | 강기문          | 김경도          |
| 경상남도 |                 |                 |                 |                 |
| 경상남도 | 거창군          | 합천군 갑       | 합천군 을       |                 |
| 경상남도 | 표현태          | 이원홍          | 김효석          |                 |
| 경상남도 |                 |                 |                 |                 |
| 제주도   | 북제주군 갑     | 북제주군 을     | 남제주군        |                 |
| 제주도   | 홍순녕          | 양병직          | 오용국          |                 |

## 같이 보기
- 대한민국 제1대 국회의원 목록
- 대한민국 제1대 국회의원 목록 (지역구별)
- 제1기 최고인민회의 대의원 선거

## 참고자료
- 군정법령 제175호 국회의원선거법 (1948년 3월 17일)  원본보기
- 역대선거정보시스템 - 중앙선거관리위원회 보관됨 2012-09-03 - archive.today
- 대한민국 선거사 - 중앙선거관리위원회[깨진 링크(과거 내용 찾기)]